# Coreboot
Projekt coreboot (dříve známý jako LinuxBIOS) je open source software, který v počítači nahrazuje proprietární BIOS sloužící k zajištění startu počítače (anglicky system boot). Projekt coreboot tak umožňuje vybavit počítač firmwarem, který je k dispozici včetně zdrojového kódu. Projekt coreboot je vyvíjen jako svobodný software pod hlavičkou Free Software Foundation.
Existuje k němu souběžně vyvíjený projekt Libreboot, který se snaží o totéž bez pomoci binárních blobů výrobců hardware a tak podporuje jen velice málo základních desek.

## Charakteristika
Projekt coreboot je svobodný software, který umožňuje za pomoci otevřeného kódu zajistit start počítače. Nahrazuje tak BIOS, který je základním programovým vybavením počítače, které je umístěno na základní desce počítače ve flash paměti již při její výrobě.
BIOS (resp. coreboot) obsahuje strojový kód (počítačový program), který kromě jiného po zapnutí počítače provede první detekci a inicializaci připojeného hardware a tzv. POST testy. Tento kód je závislý na použitém hardware, protože jeho programátor musí detailně vědět, jak je hardware ovládán a jak je ho možné správně nastavit tak, aby správně fungoval. Tyto informace obvykle výrobci ponechávají utajené, a proto není možné jednoduše a bez omezení využívat všechny funkce hardware (např. přehrávání Full HD videa z disku Blu-ray na běžném monitoru). Projekt coreboot využívá reverzního inženýrství a zveřejněné dokumentace pro reimplementaci BIOSu.
Současné systémy vyžadují, aby detekovaný hardware a jeho schopnosti byly detailně popsány v ACPI tabulkách, které musí coreboot připravit.

### Zavedení jádra
Dále je při startu v rámci BIOSu spuštěn zavaděč, který nakopíruje do operační paměti kód jádra operačního systému a aktivuje ho (spustí ho). Tím je dokončen start (tzv. bootování) počítače, který je tak připraven k použití (typicky je aktivováno grafické uživatelské rozhraní, ve kterém uživatel může spouštět aplikace a využívat tak počítač dle svých představ).
Pro spuštění proprietárních systémů, jako jsou Microsoft Windows, je k projektu coreboot nutný ještě tzv. payload, který implementuje klasické funkce nutné pro jejich zavedení. V tomto případě lze použít SeaBIOS.

### Legacy API
Dalším úkolem BIOSu je poskytnutí rozhraní (tzv. API) pro základní ovládání počítače. Tyto základní funkce nejsou optimalizovány na rychlost, ale jsou univerzální v rámci platformy počítačů IBM PC kompatibilních. Využíval je zejména operační systém DOS, částečně též Windows pro DOS. Současné 32bitové a 64bitové systémy, jako jsou Windows NT (např. Windows XP, Windows 7), Linux, Mac OS X a další systémy, již BIOS nepoužívají a místo těchto základních funkcí BIOSu používají vlastní ovladače hardware.